# Maison Halbrohr à Subotica
La maison Halbrohr à Subotica (en serbe cyrillique : Халброр кућа у Суботици ; en serbe latin : Halbror kuća u Subotici) est située à Subotica, dans la province de Voïvodine et dans le district de Bačka septentrionale, en Serbie. Elle est inscrite sur la liste des monuments culturels protégés de la République de Serbie (identifiant no SK 1793).